# Рея (спътник)
Вижте пояснителната страница за други значения на Рея.
Рея е вторият по големина естествен спътник на Сатурн след Титан. Открит е през 1672 г. от Джовани Доменико Касини и носи името на Рея – жена на Кронос и майка на Зевс в древногръцката митология. Понякога за спътника се употребява името Сатурн 5.

## Наименование
Касини нарича четирите спътника на Сатурн, които открива (Тетида, Диона, Рея и Япет), с колективното име Sidera Lodoicea или Звездите на Луи в чест на своя крал – френския крал Луи 14. Преди 1847 г. астрономите са наричали всички спътници Сатурн 1 до Сатурн 7, включвайки в поредицата и Титан, Мимас и Енцелад. През 1847 г. синът на Уилям Хершел – Джон Хершел в своята публикация „Резултати от астрономически наблюдения направени на Нос Добра надежда“ () предлага използването на съвременните имена на спътниците като им дава имената на титаните и братята и сестрите на бога Кронос.

## Физически характеристики
.
Рея се състои предимно от лед и има плътност, равна на 1,240 kg/m3. Счита се, че скалното ядро е не повече от 1/3 масата на спътника. Чертите на повърхността са подобни на тези на Диона – релефът на „водещото“ (в посока на орбалното движение) полукълбо е различен от този на „задното“, което издава сходен състав и процеси, довели до формирането на Рея и Диона. Температурата на повърхността на Рея е 99 K (−174 °C) при директна осветеност и между 73 K (−200 °C) и 53 K (−220 °C) на сянка.
Рея е покрита с множество кратери и тънки светли линейни черти на повърхността, която може да се раздели на две части: на една от тях се съдържат кратери с диаметър по-голям от 40 km, а на другата, главно в полярните и екваториални райони, всички кратери са под 40 km. Наличието на тези две части издава събитие, довело до образуването на нова повърхност в миналото на Рея.
Водещото полукълбо е гъсто покрито с кратери и е равномерно светло. По начин подобен на този на Калисто, кратерите на повърхността са загубили релефа си вследствие на свойството на ледената покривка да „тече“ в продължение на милиони години.
На задното полукълбо е разположена мрежа от светли откоси и сравнително малко на брой кратери. За откосите се спекулира, че представляват материал, изхвърлен от ледените вулкани, които са били активни в далечното минало на спътника, когато вътрешността му е била все още течна. Повече информация относно терена на Рея се очаква при близкия подход на Касини на 25 ноември 2005 г.